# 亞倫·雷奈
亞倫·雷奈（法語：Alain Resnais，法語發音：[alɛ̃ ʁɛnɛ]；1922年6月3日—2014年3月1日）是一位法國大師級電影導演，他最廣為人知的是早期以記憶與創傷為題材的作品，代表作品包含《夜与雾》（1955年）、《广岛之恋》（1959年）和曾榮獲威尼斯影展金獅獎的《去年在馬倫巴》（1961年）等。亞倫·雷奈也是法國新浪潮導演的主要代表，雖然亞倫·雷奈並不認為自己是法國新浪潮的一部分。他與左岸派導演緊密聯繫，具有現代主義風格，也是左翼政治電影製片人。他的電影曾經與让·卡约尔、瑪格麗特·杜拉斯、阿蘭·羅伯-格里耶、乔治·松伯朗（Jorge Semprun）與雅克·斯騰伯格（Jacques Sternberg）等人合作。
亞倫·雷奈於1995年獲得威尼斯影展終身成就金獅獎、於2009年獲得坎城影展終身成就獎。

## 生平

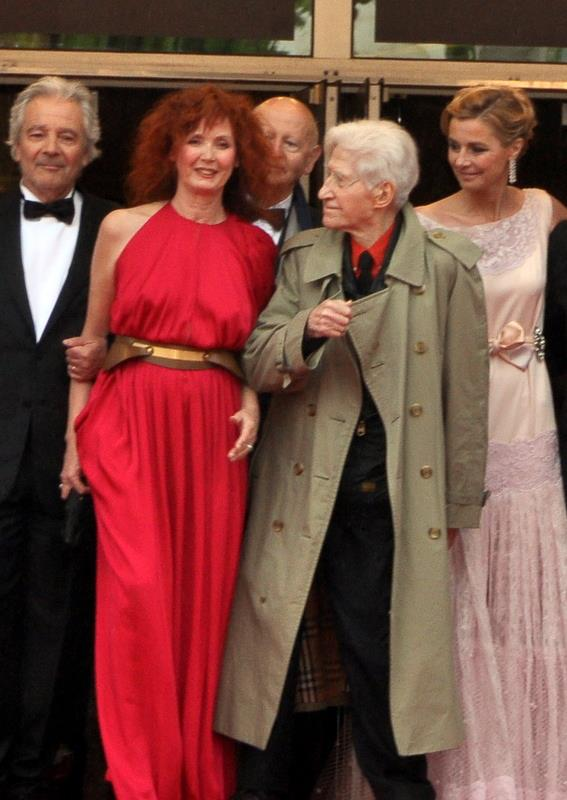
2012 年坎城影展「You Ain't Seen Nothin' Yet」的一部分。由左至右：皮耶·阿爾迪蒂、薩賓·阿澤瑪、阿蘭·雷乃、安妮·康西尼。半隱在身後：坎城影展主席吉爾‧雅各 (Gilles Jacob)

### 早期
亞倫·雷奈於1922年生於法國布列塔尼小鎮瓦訥，他的父親是一名藥劑師。亞倫·雷奈是家中獨生子，童年時期經常生病，患有哮喘，導致他被迫輟學，在家接受教育。他喜愛閱讀，但是10歲起迷上電影。亞倫·雷奈12歲生日時獲得柯達8釐米照相機，14歲時便以該鎮的小孩為主角，拍攝了8釐米短片。
亞倫·雷奈參觀巴黎歌劇院後，想要成為一名演員，他在1939年移居巴黎，成為劇院助理。從1940年到1942年，他與勒內·西蒙學習表演，但後來他決定在1943年申請到新成立高級電影研究學院（IDHEC）學習電影製作。
亞倫·雷奈在1945年離開法國，與德國和奧地利佔領軍共同行動，成為巡迴劇團的臨時成員。他在1946年回到巴黎，開始電影剪輯職業生涯，也開始製作短片。亞倫·雷奈與演員熱拉爾·菲利普（Gérard Philipe）成為鄰居，亞倫·雷奈說服他演出16毫米超現實主義短片（現今已經遺失）。
1948年，亞倫·雷奈執導短片《梵高》威尼斯雙年展上映，之後也獲得奧斯卡最佳短片獎。雷奈繼續拍攝藝術片《高更》（1950年）和《格爾尼卡》（1950年）。亞倫·雷奈與克里斯·馬克共同執導《雕像也會死亡》（1953年），劇情關於法國殖民主義對於非洲藝術的破壞。
1955年，亞倫·雷奈拍攝了由法國政府轄下單位委約製作，以紀念納粹集中營解放十週年的紀錄片《夜與霧》，以當前人去樓空奧斯威辛、邁丹尼克集中營的彩色片段，再穿梭歷史檔案的黑白片段，淡淡道出悲痛的猶太人大屠殺歷史，成為了著名的反戰電影，奠定了導演的風格。雖然《夜與霧》遇到法國政府審查問題，其影響十分巨大，仍然是亞倫·雷奈最著名的作品之一，翌年獲得尚·維果獎。

### 劇情片
1959年的《廣島之戀》是亞倫·雷奈的首部劇情長片，講述一名法國女演員到日本廣島拍攝反戰片，邂逅一名當地建築師，以當下似有若無的異地感情，巧妙地以不同地點但相近經歷的結合，描寫戰爭歷史與創傷。雷奈最初拒絕拍攝《廣島之戀》，認為與早期拍攝的集中營電影太過相似，而且如何拍攝這些痛苦記憶也存在困難。然而，亞倫·雷奈與小說家瑪格麗特·杜拉斯討論後，找到拍攝的方式。這部電影在1959年坎城影展上首映，與特呂弗的《四百擊》成為法國新浪潮的推手，也獲得坎城影展國際影評人獎。
1961年，《去年在馬倫巴》（L'Année dernière à Marienbad）以奇異的男女感情故事，把回憶、遺忘、記憶、杜撰、想像、潛意識活動等各種精神過程，以超現實主義手法搬上銀幕，獲得威尼斯影展金獅獎。《去年在馬倫巴》引起了極大的關注，如何理解劇情出現許多不同的解釋，阿蘭·羅伯-格里耶與亞倫·雷奈對於電影劇情的解釋似乎相互矛盾，《去年在馬倫巴》顯著挑戰傳統敘事觀念是毫無疑問的。
從1968年起，亞倫·雷奈的電影不再直接討論重大的政治問題，他的下一部電影似乎標示出方向。《我愛你，我愛你》 （Je t'aime,je t'aime）由克勞德·瑞奇（Claude Rich）和奧爾加·喬治·皮科（Olga Georges-Picot）主演，劇情包含傳統科幻片。電影的編劇是作家雅克·斯騰伯格，電影入圍1968年坎城電影節，但是之後因五月風暴事件遭到取消。
接下來1974年的《史塔維斯基》（Stavisky）、1977年的《天意》（Providence）和1980年曾榮獲坎城影展評審團特別大獎的《我的美國舅舅》（Mon oncle d'Amérique）皆是原創性極高的藝術電影傑作。
1993年，亞倫·雷奈執導《吸煙／不吸煙》，由皮爾·阿迪提（Pierre Arditi）與萨宾·阿泽玛（Sabine Azéma）主演九個不同的角色。《吸煙／不吸煙》獲得柏林影展最佳成就銀熊獎、凱薩獎最佳影片獎、凱薩獎最佳導演獎。1997年，亞倫·雷奈執導《法国香颂》，劇情描述導遊卡蜜兒想完成博士論文﹐她抽空幫姊姊奧黛兒找新家﹐卻愛上擔任房屋仲介的馬克。《法国香颂》獲得第64屆柏林影展銀熊獎。
亞倫·雷奈最後的兩部電影背景設都與劇院有關。《好戲還在後頭》改編自讓·阿努伊的劇本，共有13個角色。這部電影在2012年坎城電影節上映。《酣歌暢愛》（2014）描述一群社区剧院业余演员，與朋友度過人生最後几个月的生命。《酣歌暢愛》在第64屆柏林電影節首映，獲得阿爾弗雷德鮑爾獎。2014年3月1日，亞倫·雷奈在巴黎去世，之後被安葬在蒙帕納斯公墓
。亞倫·雷奈在去世之前，正準備將艾伦·雅克伯恩（Alan Ayckbourn）劇本《抵達與離開》拍攝成電影。

## 風格
亞倫·雷奈雖然被視為法國新浪潮代表導演，但他屬於左岸派，與其他新浪潮導演（如以撰寫影評出身的杜魯福、尚盧·高達）在取材與風格上有顯著不同。雷奈導演的作品較著重細節雕琢，新浪潮則帶有明顯的即興性質。新浪潮的作品往往帶有自傳性質或是改编作品，而左岸派則只會拍攝原創劇本。

## 導演作品

### 短片
- 1948年：《梵高》 （Van Gogh）
- 1950年：《高更》 （Gauguin）
- 1950年：《格尔尼卡》 （Guernica）
- 1953年：《雕像也会死亡》 （Les statues meurent aussi）
- 1956年：《夜与雾》 （Nuit et brouillard）
- 1956年：《全世界的记忆》 （Toute la mémoire du monde）
- 1958年：《苯乙烯的诗》 （Le chant du Styrène）

### 長片
- 1959年：《广岛之恋》 （Hiroshima mon amour）
- 1961年：《去年在馬倫巴》 （L'année dernière à Marienbad）
- 1963年：《穆里愛》 （Muriel ou Le temps d'un retour）
- 1966年：《战争终了》 （La Guerre est Finie）
- 1967年：《远离越南》 （Loin du Vietnam）
- 1968年：《我爱你，我爱你》 （Je t'aime,je t'aime）
- 1974年：《史塔维斯基》 （Stavisky）
- 1977年：《天意》 （Providence）
- 1980年：《我的美国舅舅》 （Mon oncle d'Amérique）
- 1983年：《生活像小说》 （La Vie est un roman）
- 1984年：《生死恋》 （L'amour à mort）
- 1986年：《几度春风几度霜》 （Mélo）
- 1989年：《我要回家》 （Je Veux Rentrer à la Maison）
- 1993年：《吸烟／不吸烟》 （Smoking/No Somking）
- 1997年：《法国香颂》（On Connait la Chanson）
- 2003年：《不要吻在唇上》 （Pas sur la bouche）
- 2006年：《喧嘩的寂寞》 （Cœurs）
- 2009年：《野草》 （Les Herbes folles）
- 2012年：《好戲還在後頭》（Vous n'avez encore rien vu）
- 2014年：《酣歌暢愛》（Aimer, boire et chanter）

## 延伸阅读
- Armes, Roy. The Cinema of Alain Resnais. London: Zwemmer, 1968.
- Benayoun, Robert. Alain Resnais: arpenteur de l'imaginaire. Paris: Ramsay, 2008. [In French]. ISBN 978-2-84114-928-5.
- Callev, Haim. The Stream of Consciousness in the Films of Alain Resnais. New York: McGruer Publishing, 1997.
- Douin, Jean-Luc. Alain Resnais. Paris: Éditions de La Martinière, 2013.  [In French].
- Goudet, Stéphane. Alain Resnais: anthologie Paris: Gallimard, 2002. [Articles originally published in Positif, revue de cinéma. In French]
- Liandrat-Guigues, Suzanne, & Jean-Louis Leutrat. Alain Resnais : liaisons secrètes, accords vagabonds. Paris: Cahiers du Cinéma, 2006. [In French].
- Monaco, James. Alain Resnais: the Rôle of Imagination. London: Secker & Warburg, 1978.
- Thomas, François. L'Atelier d'Alain Resnais. Paris: Flammarion, 1989. [In French]. ISBN 978-2-08-211408-0.
- Thomas, François. Alain Resnais: les coulisses de la création. Malakoff: Armand Colin, 2016.  [In French]. ISBN 978-2-200-61616-8.
- Wilson, Emma. Alain Resnais. Manchester: Manchester University Press, 2006. ISBN 978-0-7190-6407-4.

## 外部連結
- 亞倫·雷奈在互联网电影资料库（IMDb）上的資料（英文）
- 亞倫·雷奈在豆瓣上的资料（简体中文）
- allmovie.com: Alain Resnais （页面存档备份，存于）
- Filmmaker: Alain Resnais （页面存档备份，存于）
- Interview at the Venice Film Festival with Cœurs
- Analysis of several Resnais films
- Hiroshima mon amour Essay （页面存档备份，存于）
- Night And Fog Essays （页面存档备份，存于）